# Тонализм

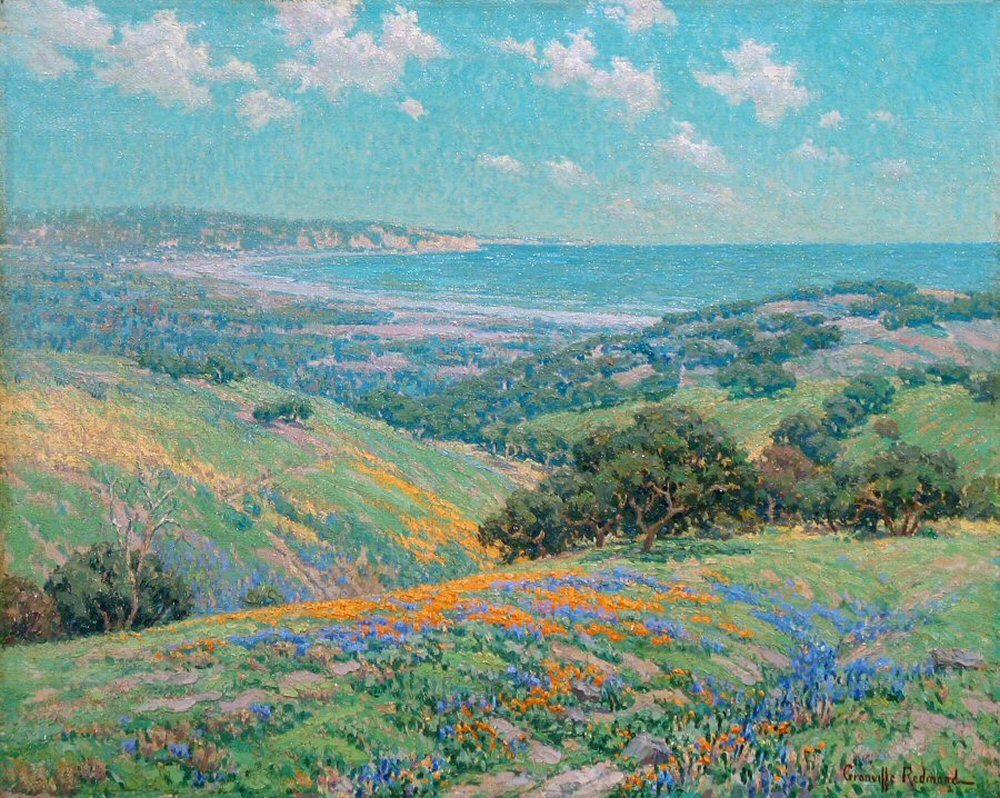
Гренвилль Редмонд, весна на побережье Малибу

Тонализм (англ. Tonalism) — направление в изобразительном искусстве США, появившееся в 1880-х годах и характеризующееся изображением пейзажей с доминирующим тоном воздушного пространства или тумана. С 1880 по 1915 в работах тоналистов доминировали тёмные и нейтральные тона — чёрный, серый, коричневый, тёмно-синий. В 1890-х годах американские критики начали называть подобные работы «тональными». Наиболее известные тоналисты — Джордж Иннесс и Джеймс Уистлер.
Термин «тонализм» также иногда используется для обозначения американских пейзажей, созданных под влиянием Барбизонской школы. Позже тонализм был поглощён импрессионизмом и
модернизмом.

## Представители
| - Уиллис Адамс - Джозеф Оллуорти - Эдуард Баннистер - Ральф Блейклок - Эмануэль Кавалли - Жан-Шарль Казин - Брюс Крейн - Леон Дабо | - Энджел де Кора - Чарльз Дьюи - Томас Дьюинг - Чарльз Итон - Генри Феррер - Перси Грей - Лоуэлл Бирдж Харрисон - Джордж Иннесс | - Кейт, Уиллиам - Фредерик Уиллиам Кост - Хавьер Мартинес - Артур Мэтьюс - Макс Мэлдрум - Джон Мёрфи - Френк Ньюдершер - Генри Рейнджер | - Джеймс Уистлер - Эдвард Стайхен - Джон Туоктмен - Гренвилль Редмонд - Альберт Райдер - Дуайт Трайон - Кларк Ворхис - Александр Вайент |

## Галерея

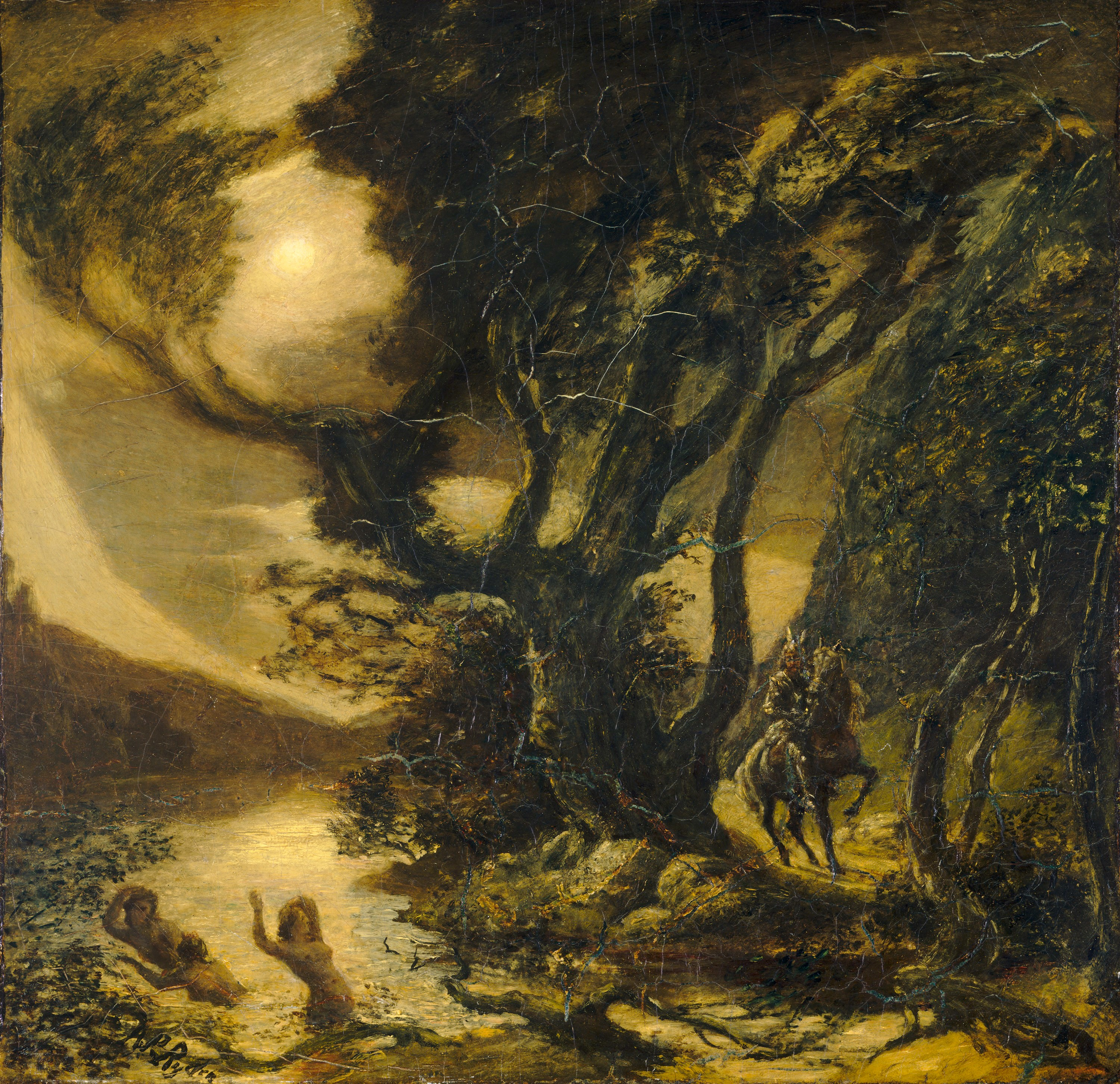
Альберт Пинкхэм Райдер, Зигфрид и рейнские девы (1888—1891), Национальная галерея искусства
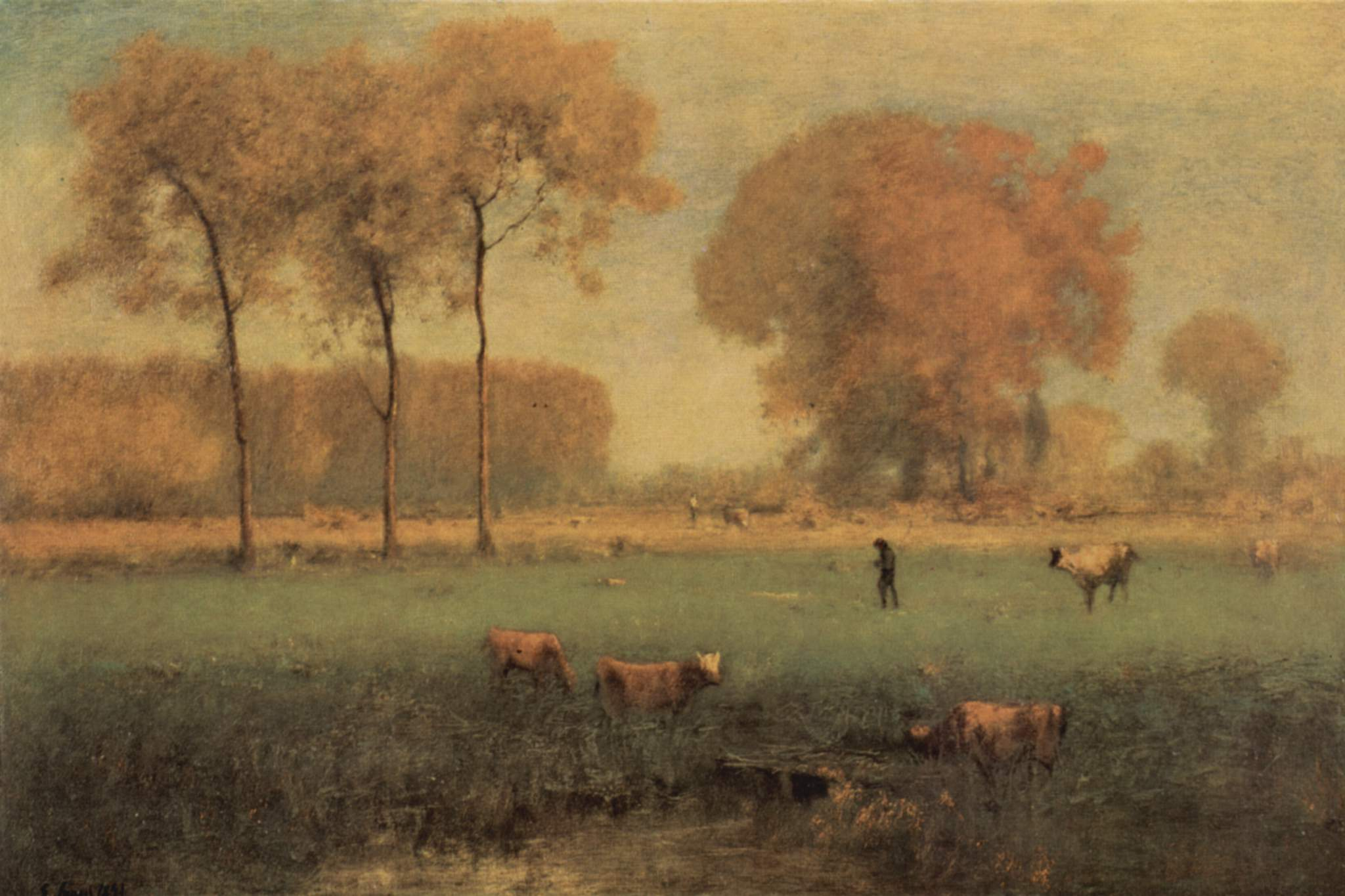
Джордж Иннесс, Летний пейзаж, 1894
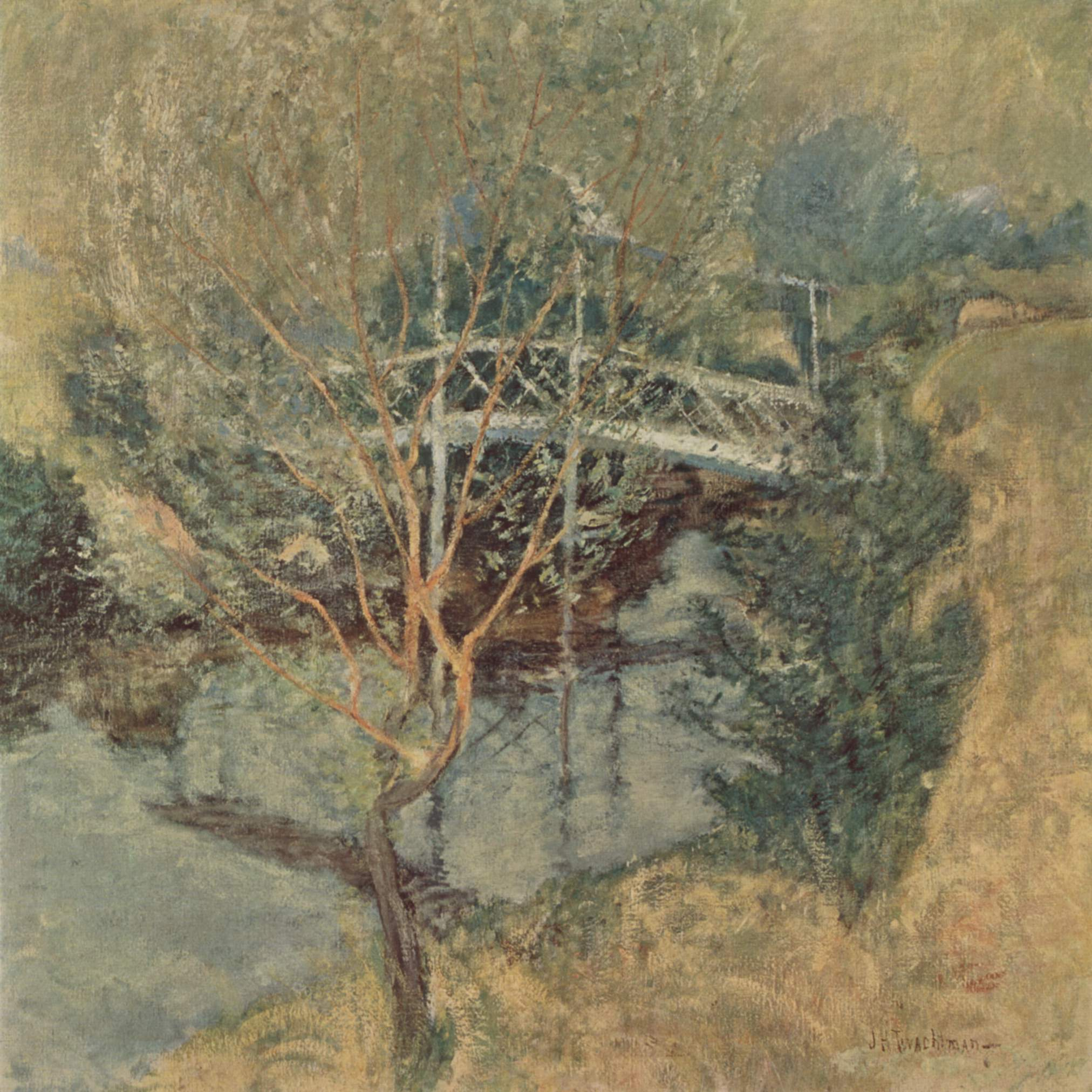
Джон Туоктмен, Белый мост, около 1895, Миннеапольский институт искусств[англ.]
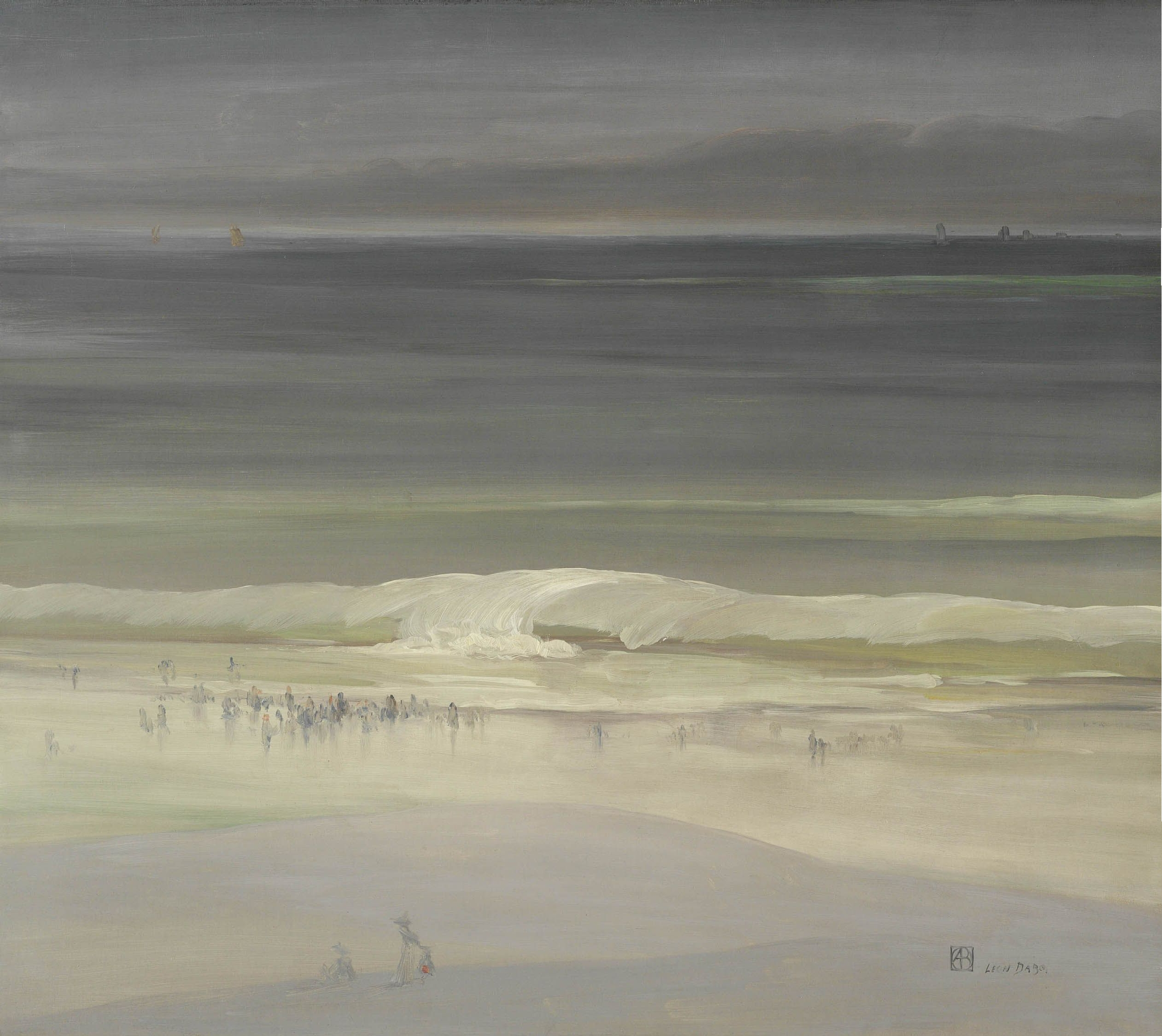
Леон Дабо, Побережье, около 1900